# Celloconcert (Bax)
Arnold Bax voltooide zijn enige Celloconcert in 1932.
Hij schreef het werk voor de cellist Gasper Cassadó. Deze cellist was in het najaar van 1931 op concertreis met de muze en liefde van Bax, pianiste Harriet Cohen. Zij was degene die het initiatief nam om aan Bax te vragen of hij een celloconcert voor Cassadó kon schrijven. Dat kon Bax, maar Cassadó, zelf ook componist, had geen behoefte aan een dergelijk concert. Hij schijnt het even op het repertoire gehad te hebben. De grote promotor voor het werk werd celliste Beatrice Harrison, die het een aantal keren heeft uitgevoerd. Zo speelde ze het tijdens de Promsconcerten van 1940 en 1942. Toch kon ook zij niet voorkomen, dat het werk maar zelden uitgevoerd zou worden, hetgeen Bax frustreerde ("The fact that nobody has ever taken up this work has been one of the major disappointments of my musical life"). 
Het concert, waarin de cello en zeer prominente rol heeft, bestaat uit drie delen:
1. Allegro moderato
2. Nocturne: Lento – Andante con moto
3. Molto vivace

Orkestratie:
De orkestratie is dun gehouden, meer richting kamerorkest. De cello speelt meestentijds tegen/met slechts een gedeelte van onderstaande samenstelling: 
- cello solo
- 3 dwarsfluiten, 2 hobo’s, 1 althobo, 2 klarinetten,  2 fagotten, 1 contrafagot
- 4 hoorns, 2 trompetten
- pauken, 1 harp, celesta
- violen, altviolen, celli, contrabassen

In 2017 zijn er twee opnamen beschikbaar van het werk:
- uitgave Lyrita: Lionel Handy, begeleid door het Royal Scottish National Orchestra onder leiding van Martin Yates
- uitgave Chandos: Raphael Wallfisch, begeleid door het London Philharmonic Orchestra onder leiding van Bryden Thomson (opname 1986/1987)